# Gruppo Sportivo Carbosarda 1958-1959
Questa voce raccoglie le informazioni riguardanti il Gruppo Sportivo Carbosarda nelle competizioni ufficiali della stagione 1958-1959.

## Rosa
| N. |                   | Ruolo | Calciatore        |
| -- | ----------------- | ----- | ----------------- |
|    | Italia (bandiera) | C     | Ivo Braccini      |
|    | Italia (bandiera) | A     | Giuseppe Brognoli |
|    | Italia (bandiera) | P     | Icilio Cavallini  |
|    | Italia (bandiera) | D     | Mario Conti       |
|    | Italia (bandiera) | C     | Ivo Corona        |
|    | Italia (bandiera) | P     | Gian Carlo Fumi   |
|    | Italia (bandiera) | C     | Pietro Gori       |
|    | Italia (bandiera) | A     | Olmes Neri        |

| N. |                   | Ruolo | Calciatore       |
| -- | ----------------- | ----- | ---------------- |
|    | Italia (bandiera) | A     | Vittorio Pin     |
|    | Italia (bandiera) | C     | Odoardo Pizzi    |
|    | Italia (bandiera) | C     | Giulio Ravot     |
|    | Italia (bandiera) | C     | Giovanni Savigni |
|    | Italia (bandiera) | A     | Luciano Serena   |
|    | Italia (bandiera) | A     | Giulio Smenghi   |
|    | Italia (bandiera) | A     | Giordano Turotti |
|    | Italia (bandiera) | D     | Carlo Zoboli     |